# NGC 3336
NGC 3336 is een balkspiraalstelsel in het sterrenbeeld Waterslang. Het hemelobject werd op 24 maart 1835 ontdekt door de Britse astronoom John Herschel.

## Synoniemen
- ESO 437-36
- MCG -5-25-36
- AM 1037-273
- IRAS10379-2730
- PGC 31754